# 神魔小说

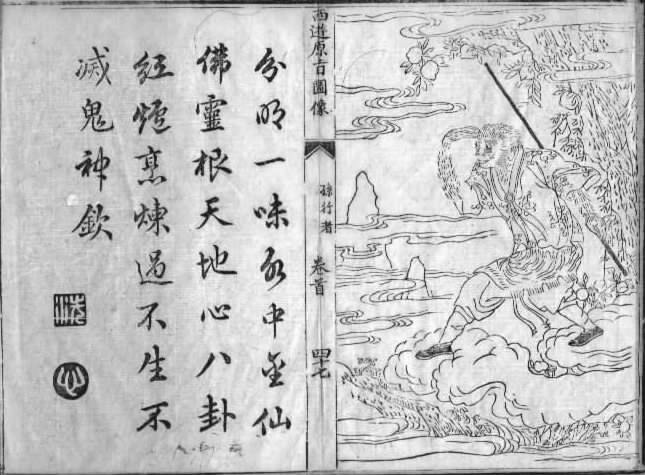
西遊記

神魔小说是漢字文化圈以神、鬼、妖魔等為主題的古典小說，在台灣、日本將該類別之小說稱為神怪小說。神魔小说該名詞為鲁迅所創。

## 概述
中国该类小说在明清时期较为兴盛。其原意是指明代嘉靖以後，所有關於發揮「三教同源」思想的小說。後來則泛指明清通俗小說中述及神佛、妖魔、鬼怪故事的長篇小說。但虽有《西游记》、《封神演义》、《镜花缘》等优秀作品，在避讳宣传“怪、力、乱、神”的中国古代，该流派小说的作者或者湮灭，或者不知真名，或者作品被禁止。其语言风格不拘一格，想象力丰富，背景或为虚幻或为海外某地假托，综合宗教、神话等民间喜闻乐见的形式，因此至今广为传颂。不少文人或依历史事件，或依流行的神怪故事，写了大量的像《三宝太监西洋记》、《南游记》之类的小说。而現代奇幻小說如韩国《退魔录》也与此流派有相似之处。

## 作品

### 中国
- 《封神演义》
- 《西游记》
- 《西游记補》
- 《东游记》
- 《镜花缘》
- 《北游记》
- 《南游记》
- 《鐵樹記》
- 《飛劍記》
- 《鋒劍春秋》
- 《三遂平妖傳》
- 《臨水平妖誌》
- 《楊家府演義》
- 《楊家將演義》
- 《萬花樓》
- 《五虎平西》
- 《五虎平南》
- 《平閩十八洞》
- 《薛仁貴征東》
- 《三宝太监西洋记》
- 《歷代神仙演義》
- 《斬鬼傳》
- 《顯法降蛇海遊記傳》
- 《七真史傳》
- 《觀音得道》
- 《洞冥寶記》
- 《新乾坤印》
- 《蜀山劍俠傳》